# Lucyna Malec
Lucyna Malec, również Lucyna Malec-Mayer (ur. 27 lipca 1966 w Stalowej Woli) – polska aktorka teatralna, filmowa, telewizyjna i dubbingowa, piosenkarka.

## Życiorys
Absolwentka IV LO im. Komisji Edukacji Narodowej w Bielsku-Białej. W 1989 ukończyła studia w Akademii Teatralnej w Warszawie.
Debiutowała drobnymi rolami w serialach telewizyjnych W labiryncie i Czterdziestolatek. 20 lat później (1993). W latach 90. grała niewiele, najczęściej w pojedynczych odcinkach sitcomów lub telenowel. W tym czasie dała się zapamiętać z komediowego epizodu nierozgarniętej aktorki w filmie Jacka Bromskiego Dzieci i ryby (1996).
Dużą popularność przyniósł jej udział w telewizyjnym widowisku kabaretowym Komiczny Odcinek Cykliczny (KOC), w którym partnerowała Grzegorzowi Wasowskiemu i Sławomirowi Szczęśniakowi. Jest również członkinią zespołu T-raperzy znad Wisły.
W latach 2004–2008 występowała w sitcomie Bulionerzy, w którym wcielała się w postać Grażyny Nowikowej – zapracowanej matki, żony i gospodyni domowej. W tym samym roku zagrała zupełnie inną rolę – zazdrosnej żony Mariana Włosińskiego – w wielokrotnie nagradzanym na międzynarodowych festiwalach filmie Mój Nikifor Krzysztofa Krauzego. To była jej pierwsza duża rola filmowa. W 2006 dołączyła do obsady serialu Na Wspólnej, gdzie do dziś wciela się w rolę Danuty Zimińskiej. W latach 2010–2013 grała szefową pokojówek w serialu obyczajowym Hotel 52.
Od 1989 jest związana z warszawskim Teatrem Kwadrat.
W 2013 na Ogólnopolskim Festiwalu Teatrów Prywatnych spektaklem „Grace i Gloria” (Joanna Cywińska Produkcje) razem ze Stanisławą Celińską zdobyła Nagrodę Publiczności i Nagrodę Jury w kategorii najlepszy spektakl.
Lucyna Malec jest również jedną z najpopularniejszych aktorek dubbingowych w Polsce. Jej głos na stałe zapisał się w pamięci widzów, dzięki dubbingowaniu takich ról, jak: Betty Ruble z kreskówki Flintstonowie, Zyzio z animowanych opowieści o Kaczorze Donaldzie, Noddy w bajce o tym samym tytule i Kanarek Tweety w Zwariowanych melodiach.
Ma córkę Zofię (ur. 1998), chorującą na dziecięce porażenie mózgowe.

## Odznaczenia
- Srebrny Medal „Zasłużony Kulturze Gloria Artis” (2024)[4]

## Filmografia
- 1990: W labiryncie
- 1993: Czterdziestolatek. 20 lat później (odc. 10)
- 1995: Pułkownik Kwiatkowski
- 1996: Dzieci i ryby – aktorka występująca w reklamie proszku do prania
- 2000: Twarze i maski – Bożena, kochanka Kopicy (odc. 1 i 2)
- 2000: Graczykowie (odc. 25)
- 2001: Tam i z powrotem – sekretarka pułkownika Lesienia
- 2001: Na dobre i na złe – Kozłowska, matka Marcina (odc. 89)
- 2001: Myszka Walewska – Maria Walewska, mama Myszki
- 2001: Miodowe lata – Zosia (odc. 70)
- 2002–2010: Samo życie – Aleksandra, lekarz weterynarii
- 2004–2005: Pensjonat pod Różą – Grażyna Adamska, żona Sławka
- 2004: Mój Nikifor – Hanna Włosińska
- 2004: Camera Café – Weronika, żona Jacka (odc. 68)
- 2004–2006: Bulionerzy – Grażyna Nowik
- od 2006: Na Wspólnej – Danuta Zimińska
- 2008: Doręczyciel – Marysia Sawicka
- 2008–2009: Czas honoru – Jelonkowa
- 2009: Ojciec Mateusz – Monika Bulzacka (odc. 12)
- 2010–2013: Hotel 52 – Lucyna Karolak, szefowa pokojówek
- 2011: Święta krowa – Izabela, żona Bogdana
- 2015: Przyjaciółki – Basia, matka Maćka
- 2016: Ojciec Mateusz – Halina Łącka (odc. 195)
- 2018: Jak pies z kotem – Renia, siostra Igi
- 2019–2020: O mnie się nie martw – Danuta Małecka, matka Krzysztofa
- 2019–2020: Echo serca – doktor Dorota, specjalista chorób wewnętrznych, asystentka Stommy

## Polski dubbing
- 1940–2005: Tom i Jerry – Kaczuszka
- 1960–1966: Flintstonowie – Betty Rubble
- 1966: Człowiek zwany Flintstonem – Betty Rubble
- 1976: 12 Prac Asterixa – jedna z plotkujących urzędniczek Domu Który Czyni Szalonym
- 1977–1980: Kapitan Grotman i Aniołkolatki – Taffie Dare
- 1978: Był sobie człowiek − Księżniczka I (odc. 9), chłopiec, któremu uciekł prosiak (odc. 10), jeden z chłopców, który spalił rzeczy (odc. 14), przeciwniczka Robespierre’a (odc. 22)
- 1979: Królik Bugs i Struś Pędziwiatr: Szalony pościg – Kotka
- 1980: Dwanaście miesięcy
- 1981: Królik Bugs: Rycerski rycerz Bugs – Tweety
- 1982: Królik Bugs: 1001 króliczych opowiastek – Tweety
- 1983: Kaczor Daffy: Fantastyczna wyspa – Tweety
- 1983: Kaczor Donald przedstawia – Zyzio
- 1983: Miki i Donald przedstawiają Goofy’ego sportowca – Zyzio
- 1985: 13 demonów Scooby Doo – Flim Flam
- 1987–1990: Kacze opowieści – Hyzio, Dyzio i Zyzio
- 1987: Dzielny mały Toster – Toster
- 1987: Dennis Rozrabiaka – Dennis Mitchell
- 1987: Jetsonowie spotykają Flintstonów – Betty Rubble
- 1988–1993: Hrabia Kaczula
- 1988: Scooby Doo: Szkoła upiorów − Sibella, wampirzyca
- 1988: Mój sąsiad Totoro − Satsuki Kusakabe
- 1990–1993: Przygody Animków − Elmirka Duff
- 1990–1993: Zwariowane melodie − Tweety; Jastrząbek Henry
- 1991–1993: Powrót do przyszłości – Jules Brown
- 1991–1993: Rupert
- 1992: Przygody Animków: Wakacyjne szaleństwo – Elmira Duff
- 1992: Shin-chan – Max
- 1992–1993: Rodzina Addamsów – NJ
- 1992: Mikan – pomarańczowy kot – Mama Toma
- 1993: Yabba Dabba Do! – Betty Rubble
- 1993–1994: Droopy, superdetektyw – Matronna (odc. 1), Gwendola (odc. 2), Kasia (odc. 12)
- 1993–1995: Dinusie – Franklin
- 1994: Opowieść wigilijna Flintstonów – Betty Rubble
- 1994: Calineczka
- 1994–1996: Iron Man: Obrońca dobra – Elastika (odc. 3)
- 1994: Bodzio – mały helikopter
- 1995–1998: Pinky i Mózg – Elmira (odc. 66-78), śpiew piosenki (odc. 66-78)
- 1995–1998: Timon i Pumba – Aligator Pumba Junior
- 1995–1998: Sylwester i Tweety na tropie – Tweety
- 1995: Goofy na wakacjach – Stacey
- 1996: Kosmiczny mecz – kanarek Tweety, jeden z kosmitów w wersji mikro
- 1996–2003: Laboratorium Dextera – Mędrek (odcinki 1-26)
- 1996–1998: Mała księga dżungli – Hathi
- 1996–1997: Kacza paczka – Zyzio
- 1997–1999: Krowa i Kurczak – Krowa
- 1997–1998: 101 dalmatyńczyków
- 1998: Papirus – Tiya, Księżniczka złodziei
- 1999: Mickey: Bajkowe święta – Zyzio
- 1999–2001: Batman przyszłości – Melanie Walker / Dziesiątka
- 1999–2000: Mysz aniołek – Petunia
- 1999–2000: Jam Łasica – Krowa
- 1999–2003: Smyki – Bella
- 1999: Flubber – Weeba
- 2000–2006: Hamtaro – wielkie przygody małych chomików – Kama
- 2000: Łatek – Łatek
- 2000: Przygody Kuby Guzika – Kuba Guzik
- 2000: Tweety – wielka podróż – Tweety
- 2000: Stepujący Koń Marvin – Słoń Diamonds
- 2000: Tego już za wiele – Lynette Hansen
- 2001: Digimony – Matt (większość odcinków)
- 2001–2004: Samuraj Jack – Dzieciak (odc. 13)
- 2001–2002: Jak dwie krople wody – Macy Carlson
- 2001: Noddy – Noddy
- 2001–2002: Power Rangers Time Force – Jen Scotts / Różowy Time Force Rangers
- 2001–2002: Cubix – Chip
- 2002: Smocze wzgórze – Elfy
- 2002–2005: Co nowego u Scooby’ego?
- 2002: Cyberłowcy – Jackie
- 2002–2008: Kryptonim: Klan na drzewie – Numer 86 (seria druga)
- 2003: Świątynia pierwotnego zła
- 2003: Gorky Zero: Fabryka Niewolników – instruktorka w „Wirtualnym treningu”
- 2003: O rety! Psoty Dudusia Wesołka – Duduś (seria 4)
- 2004: Legenda telewizji – Veronica Corningstone
- 2004: Thunderbirds – Transom
- 2004: Przetrwać święta – Alicia Valco
- 2004–2007: Leniuchowo – Ziggy
- 2004–2006: Brenda i pan Whiskers – Margo
- 2004: Opowieści z Kręciołkowa
- 2004: Koszmarny Karolek − Damianek
- 2004: Świnka Peppa – Świnka Mama
- 2004: Mickey: Bardziej bajkowe święta − Hyzio, Zyzio i Dyzio
- 2005: Noddy i Przygoda na wyspie – Noddy
- 2005: Dom dla Zmyślonych Przyjaciół pani Foster – Goo, twórczyni Nemesis, inne
- 2005–2008: Ben 10 – koledzy ze szkoły (odc. 47), Cooper (odc. 48-49)
- 2005: Zebra z klasą
- 2005: Mali Einsteini – Zuzia
- 2005: Harcerz Lazlo – Ignacy
- 2006: Magiczna kostka – Elfy
- 2006: Noc w muzeum – Rebecca
- 2006: Dolina Koni – Scarlett; Pepper
- 2006: Bali – Bali
- 2006: Magiczne przygody misia Ruperta – Bill Borsuk
- 2006: Imp – Lumen
- 2006: Zawiadowca Ernie – Millie
- 2006: Śniegusie – Michaś; Nikuś
- 2006: Monster Warriors – Tabby
- 2006: Ruby Gloom – Boo Boo
- 2007: Przygody Sary Jane – Chrissie
- 2007: Zagroda według Otisa – Bessy
- 2007: Pradawny ląd – Rubi
- 2007: Co gryzie Jimmy’ego? (serial) – Muriel J. Fairplay (odc. 1)
- 2008: Garfield – Arlene
- 2009: O, kurczę! – Pani Banfield
- 2010: Brat zastępowy – Diana Tracey
- 2010: The Looney Tunes Show – Tweety; kobieta na aukcji
- 2011: Benek rozrabiaka
- 2011: Tom i Jerry: Czarnoksiężnik z krainy Oz
- 2011: Pan Popper i jego pingwiny – Amanda
- 2011: Monster High – Abbey Bominable
- 2012: Niesamowity Spider-Man – Helen Stacy
- 2012: Bunt FM – Delilah
- 2015: Następcy – Dobra wróżka
- 2016: Kapitan Ameryka: Wojna bohaterów – Maria Stark
- 2016: Soy Luna – Sharon Benson
- 2016: Noddy Detektyw w krainie zabawek – Noddy
- 2018: Następcy 2 – Dobra wróżka
- 2020: Następcy 3 – Dobra wróżka
- 2020: Zwariowane melodie: Kreskówki – 
  - Tweety,
  - Mama (odc. 5a)
- 2022: Tweety Królem – Król Tweety
- 2022: Królik Bugs: nowe konstrukcje – Tweety